# Trietjakowskaja
Trietjakowskaja (ros. Третьяковская) – stacja moskiewskiego metra linii 6. - Kałużsko-Ryskiej (kod 097) i linii 8. - Kalinińskiej (kod 085)), dla której stanowi obecnie stację końcową. Nazwana od Galerii Trietiakowskiej w pobliżu której się znajduje. Do 4 listopada 1983 nazywała się Nowokuznieckaja (Новокузнецкая). W przeciwieństwie do stacji Kitaj-gorod nie była planowana jako stacja obsługująca dwie linie, drugi peron zbudowano dopiero w 1984 roku. Znajduje się też tutaj przejście na stację Nowokuznieckaja linii Zamoskworieckiej.

## Wystrój i podział
Na stację składają się dwie trzykomorowe hale posiadające wspólny westybul. Kompleks jest dwupoziomowy i posiada dwa perony. Południowa stacja (otwarta w 1970 roku) obsługuje składy jadące w kierunkach Miedwiedkowo i Nowogiriejewo. Na jej wystrój składają się kolumny obłożone marmurem z jasną armaturą, ściany nad torami pokryte jasnym marmurem i podłogi wyłożone szarym granitem. Północna stacja (otwarta w 1985 roku) obsługuje składy przyjeżdżające z linii Kalinińskiej i zmierzające w kierunku Bitcewskij Park. Motywem przewodnim wystroju są rosyjscy malarze, których podobizny zdobią ściany. Kolumny pokryto jasnym, a ściany nad torami różowym marmurem. Podłogi wyłożono czerwonym i szarym granitem. Ściana łącznika stacji jest ozdobiona mozaiką przedstawiającą ludzką pracę.